# Gertschanapis shantzi
Genre
Espèce
Synonymes
- Chasmocephalon shantzi Gertsch, 1960

Gertschanapis shantzi, unique représentant du genre Gertschanapis, est une espèce d'araignées aranéomorphes de la famille des Anapidae.

## Distribution
Cette espèce est endémique des États-Unis. Elle se rencontre en Californie et en Oregon.

## Description
Le mâle holotype mesure 1,05 mm et la femelle paratype 1,23 mm.

## Étymologie
Cette espèce est nommée en l'honneur de Homer LeRoy Shantz (1876–1958).
Ce genre est nommé en l'honneur de Willis John Gertsch.

## Publications originales
- Gertsch, 1960 : Descriptions of American spiders of the family Symphytognathidae. American Museum novitates, no 1981, p. 1-40 (texte intégral).
- Platnick & Forster, 1990 : On the spider family Anapidae (Araneae, Araneoidea) in the United States. Journal of the New York Entomological Society, vol. 98, no 1, p. 108-112.